# Göstling an der Ybbs
Göstling an der Ybbs – gmina targowa w Austrii, w kraju związkowym Dolna Austria, w powiecie Scheibbs. Według Austriackiego Urzędu Statystycznego liczyła 2059 mieszkańców (1 stycznia 2014).

## Współpraca
Miejscowości partnerskie:
- Hüttenberg, Niemcy
- Purkersdorf, Dolna Austria